# Dany Laferrière
Dany Laferrière, el nom original del qual és Windsor Klébert Laferrière (13 d'abril de 1953), és un intel·lectual, escriptor i guionista canadenc, nascut a Port-au-Prince (Haití). Viu a Mont-real. Va rebre el Premi Médicis per la seva novel·la L'énigme du retour. Va ser nomenat membre de l'Acadèmia Francesa el 12 de desembre de 2013 per al seient número 2.

## Biografia
Laferrière va néixer a Port-au-Prince però va passar la seva infància a Petit-Goâve amb la seva àvia Da, (un dels personatges que han marcat la seva obra), on la seva mare, Marie Nelson, el va enviar a l'edat de 4 anys pel temor a la possibilitat que patís represàlies per part del règim de François Duvalier, a causa de les idees polítiques del pare, Windsor Klébert Laferrière (que havia estat alcalde de Port-au-Prince, i després sotssecretari d'Indústria i Comerç), en aquell temps en l'exili polític.
Quan va complir 11 anys va retornar a Port-au-Prince per a fer els seus estudis secundaris. Encara adolescent, va escriure cròniques per a la revista setmanal Le Petit Samedi Soir i per a Ràdio Haití. El 1976, el seu amic periodista Gasner Raymond, de 23 anys com ell, va ser assassinat pels Tonton Macoute. Com a resultat d'aquest esdeveniment i per temor de figurar en la llista dels perseguits pel règim, va sortir precipitadament d'Haití cap a Mont-real. El 1979, va tornar per sis mesos a Port-au-Prince per trobar-se amb la seva esposa Maggie, amb qui va acabar tenint tres filles: Melissa, nascuda a Nova York, i Sara i Alejandra, que van néixer a Mont-real.
A Canadà va treballar en diverses factories fins al novembre de 1985, data en la qual va publicar la seva primera novel·la Comment faire l'amour avec un nègre sans se fatiguer, obra molt ben rebuda pels mitjans i que poc temps després, el 1989, va ser adaptada al cinema per Jacques Benoit amb el mateix títol, Com fer l'amor amb un negre sense cansar-se. La novel·la també va ser traduïda a diversos idiomes.
A partir de 1990, va viure a Miami amb la seva família continuant la seva tasca d'escriptor, però aviat va retornar a Mont-real. L'estiu de 2007, es va iniciar com a cronista de Ràdio Canadà. Després va ser editorialista per a l'emissió televisiva de Marie-France Bazzo. El novembre de 2009, va rebre el Premi Médicis per la seva nova novel·la L'énigme du retour.
Laferrière es trobava a Haití durant el terratrèmol de gener del 2010 del qual va escapar sa i estalvi i que li va permetre escriure un any després Tout bouge autour de moi. Al seu retorn a Mont-real va ser nomenat «personalitat de l'any 2009», reconeixement atorgat per la premsa i la ràdio canadenques.
El 12 de desembre de 2013 va ser elegit, durant el primer escrutini, membre de l'Acadèmia Francesa per a la butaca número 2, convertint-se així en el primer haitià i el primer canadenc a formar part d'aquest grup d'elit intel·lectual que s'ha denominat «els immortals» des que el Cardenal Richelieu va fundar-la el 1635.

## Reconeixements
- 1991 - Premi Carbet del Carib per L'odeur du cafè
- 1993 - Premi Edgar- Lesperance per Le goût des jeunes filles
- 2002 - Premi RFO del Llibre per Cette grenade dans la main du jeune nègre est-elle une arme ou un fruit?
- 2006 - Premi del Governador General del Canadà
- 2009 - Premi Médicis per L'énigme du retour
- 2009 - Gran Premi del llibre de Mont-real per L'énigme du retour
- 2010 - Gran Premi Literari Metròpoli Blava
- 2010 - Doctorat honorífic a la Universitat de Quebec
- 2013 - Elecció en l'Acadèmia Francesa

## Obra
- Comment faire l'amour avec un nègre sans se fatiguer, Montréal, VLB Éditeur, 1985.
- Éroshima, Montréal, VLB Éditeur, 1987.
- L'odeur du café, Montréal, VLB Éditeur, 1991; Grasset, 2012.
- Le goût des jeunes filles, Montréal, VLB Éditeur, 1992.
- Cette grenade dans la main du jeune Nègre est-elle une armi ou un fruit?, Montréal, VLB Éditeur, 1993.
- Chronique de la dérive douce, Montréal, VLB Éditeur, 1994; Paris, Grasset, 2012.
- Pays sans chapeau, Outremont, Lanctôt Éditeur, 1996; Montréal, Boréal "Compact", 2006.
- La Chair du maître, Outremont, Lanctôt Éditeur, 1997
- Le charme des après-midi sans fi, Outremont, Lanctôt Éditeur, 1997; Montréal, Boréal "Compact", 2010
- Le cri des oiseaux fous, Outremont, Lanctôt Éditeur, 2000; Montréal, Boréal "Compact", 2010
- J'écris comme je vis. Entretien avec Bernard Magnier, 2000
- Je suis fatigué, Outremont, Lanctôt Éditeur, 2001
- Comment conquérir l'Amérique en une nuit, 2004
- Les Années 80 dans ma vieille Ford, Montréal, Mémoire d'encrier, 2005
- Vers le sud, Montréal, Boréal, 2006
- Je suis un écrivain japonais, Montréal, Boréal, 2008 et Boréal "Compact", 2009
- L'énigme du retour, Montréal, Boréal, 2009 et Boréal "Compact", 2010; Paris, Grasset, 2009
- Je suis fou de Vava, illustrations de Frédéric Normandin, collection jeunesse, Montréal, Éditions de la Bagnole, 2006
- La fête des morts, illustrations de Frédéric Normandin, collection jeunesse, Montréal, Éditions de la Bagnole, 2009
- Un art de vivre par temps de catastrophe, 2010
- Conversations avec Dany Laferrière, Interviews de Ghila Sroka, 2010
- L'Art presque perdu de ne rien faire, 2011
- Tout bouge autour de moi, Montréal, Mémoire d'encrier, 2010; Paris, Grasset, 2011
- L'art presque perdu de ne rien faire, 2011
- Journal d'un écrivain en pyjama, 2013
- Le baiser mauve de Vava, 2013
- Dany Laferrière à l'Académie française. Discours de réception, 2015
- Tout ce qu'on ne te dira pas, Mongo, 2015
- Mythologies américaines, 2016
- Autoportrait de Paris avec chat, 2018
- Vers d'autres rives, 2019
- L'Exil vaut le voyage, 2020